# Список королев Венгрии
Список королев Венгрии, супруг венгерских королей. После прекращения династии Арпадов и династии Анжу, титул Короля Венгрии в основном принадлежал зарубежным монархам. После 1526 года титул Королевы Венгрии принадлежал супругам Габсбургов, которые владели титулом Короля Венгрии.
Также после 1526 года Королевы Венгрии обладали титулами Императриц Священной Римской империи (позже Австрийской императрицы) и Консорт-королевы Богемии. Начиная с Леопольда II все короли Венгрии использовали титул Апостолического короля Венгрии (изначально был присвоен Иштвану I Папой Римским), их супруги соответственно носили титул Апостолической королевы. Титул просуществовал чуть больше девяти веков (с 1000 по 1918 гг.).
К тому же в истории Венгрии существовали две царствующие королевы, которых короновали как Королей: Мария I и Мария Терезия.

## Великие княгини Венгерские
| Имя              | Отец                | Дата рождения | Страна        | Религия      | Дата вступления в брак | Годы правления                           | Смерть               | Супруг          |
| ---------------- | ------------------- | ------------- | ------------- | ------------ | ---------------------- | ---------------------------------------- | -------------------- | --------------- |
| Шарольт          | Дьюла II            | c. 950        | Трансильвания | Православие  | до 972 года            | до 972 — ок. 995 гг.                     | после 997 г.         | Геза            |
| Гизела Баварская | Генрих II Баварский | ок. 985       | Бавария       | Католичество | ок. 995                | 995 — 25 декабря 1000/ 1 января 1001 гг. | 7 мая 1033/ 1065 гг. | Иштван I Святой |

## Королевы Венгрии

### Династия Арпадов(1000—1038)
| Изображение | Имя              | Отец                                      | Дата рождения | Дата вступления в брак | Дата присуждения титула                              | Дата снятия титула             | Смерть          | Супруг          |
| ----------- | ---------------- | ----------------------------------------- | ------------- | ---------------------- | ---------------------------------------------------- | ------------------------------ | --------------- | --------------- |
|             | Гизела Баварская | Генрих II Баварский (Саксонская династия) | 985           | 995                    | 25 декабря 1000/ 1 января 1001 гг. коронация супруга | 15 августа 1038 смерть супруга | 7 мая 1033/1065 | Иштван I Святой |

### Династия Орсеоло (1038/44 — 1041/46)
| Изображение | Имя                | Отец | Дата рождения | Дата вступления в брак | Дата присуждения титула | Дата снятия титула | Смерть | Супруг        |
| ----------- | ------------------ | --- | --- | --- | --- | --- | --- | ------------- |
|             | Тута               | неизвестно Некоторые историки утверждают, что её имя было Тута, упоминается как «Королева Тута» в связи с основанием Аббатства Субен, но источников, доказывающих, что она была супругой кололя Петера Орсеоло, нет. | неизвестно Некоторые историки утверждают, что её имя было Тута, упоминается как «Королева Тута» в связи с основанием Аббатства Субен, но источников, доказывающих, что она была супругой кололя Петера Орсеоло, нет. | неизвестно Некоторые историки утверждают, что её имя было Тута, упоминается как «Королева Тута» в связи с основанием Аббатства Субен, но источников, доказывающих, что она была супругой кололя Петера Орсеоло, нет. | неизвестно Некоторые историки утверждают, что её имя было Тута, упоминается как «Королева Тута» в связи с основанием Аббатства Субен, но источников, доказывающих, что она была супругой кололя Петера Орсеоло, нет. | неизвестно Некоторые историки утверждают, что её имя было Тута, упоминается как «Королева Тута» в связи с основанием Аббатства Субен, но источников, доказывающих, что она была супругой кололя Петера Орсеоло, нет. | неизвестно Некоторые историки утверждают, что её имя было Тута, упоминается как «Королева Тута» в связи с основанием Аббатства Субен, но источников, доказывающих, что она была супругой кололя Петера Орсеоло, нет. | Петер Орсеоло |
|             | Юдит фон Швейнфурт | Генрих фон Швайнфурт (Династия Бабенберг) | точных сведений не имеется (до 1003 — 2 августа 1058) | точных сведений не имеется (до 1003 — 2 августа 1058) | точных сведений не имеется (до 1003 — 2 августа 1058) | точных сведений не имеется (до 1003 — 2 августа 1058) | точных сведений не имеется (до 1003 — 2 августа 1058) | Петер Орсеоло |

### Династия Аба (1041—1044)
| Изображение | Имя          | Отец                    | Дата рождения | Дата вступления в брак | Дата присуждения титула | Дата снятия титула | Смерть     | Супруг     |
| ----------- | ------------ | ----------------------- | ------------- | ---------------------- | ----------------------- | ------------------ | ---------- | ---------- |
|             | нет сведений | Геза (Династия Арпадов) | неизвестно    | неизвестно             | неизвестно              | неизвестно         | неизвестно | Самуил Аба |

### Династия Арпадов(1046—1301)
| Изображение | Имя                      | Отец                                                                   | Дата рождения | Дата вступления в брак | Дата присуждения титула                     | Дата снятия титула                     | Смерть                   | Супруг         |
| ----------- | ------------------------ | ---------------------------------------------------------------------- | ------------- | ---------------------- | ------------------------------------------- | -------------------------------------- | ------------------------ | -------------- |
|             | Анастасия Ярославна      | Ярослав Мудрый (Рюриковичи)                                            | 1023          | 1039                   | 1046 восшествие супруга на трон             | до 6 декабря 1060 смерть супруга       | 1074/96                  | Андраш I       |
|             | Рихеза Польская          | Мешко II (Пясты)                                                       | 1018          | 1039—43                | ок. 1060 восшествие супруга на трон         | 11 сентября 1063 смерть супруга        | после 1059               | Бела I         |
|             | Юдит Немецкая            | Генрих III (император Священной Римской империи) (Саксонская династия) | 9 апреля 1054 | сентябрь 1063          | сентябрь 1063                               | август 1074                            | 14 марта 1093/96         | Шаламон        |
|             | Синнадена                | Феодул Синаденос                                                       | —             | 1075                   | 1075                                        | 25 апреля 1077 смерть супруга          | после 1079               | Геза I         |
|             | Аделаида Рейнфельденская | Рудольф Швабский (Рейнфельденская династия)                            | 1067/70       | 1077 или позже         | 25 апреля 1077 восшествие супруга на трон   | 29 июля 1095 смерть супруга            | 3 мая 1090               | Ласло I Святой |
|             | Фелиция Сицилийская      | Рожер I (граф Сицилии) (Готвиль)                                       | 1078          | 1097                   | 1097                                        | 1102                                   | 1102                     | Кальман I      |
|             | Евфимия Владимировна     | Владимир Мономах (Рюриковичи)                                          | —             | 1104/12                | 1104/12                                     | 1113 развод                            | 4 апреля 1139            | Кальман I      |
|             | Кристиана Капуанская     | Роберт I (князь Капуи) (династия Дренго)                               | —             | 1120                   | 1120                                        | до 1121                                | до 1121                  | Иштван II      |
|             | Аделаида Риденбургская   | Штефан Риденбургский                                                   | —             | после 1121             | после 1121                                  | 1 марта 1131 смерть мужа               | после 1131               | Иштван II      |
|             | Илона Сербская           | Урош Сербский (Воиславлевичи)                                          | после 1109    | 28 августа 1127        | 1 марта 1131 восшествие супруга на трон     | 13 февраля 1141 смерть мужа            | после 1146               | Бела II        |
|             | Ефросинья Мстиславна     | Мстислав Владимирович (Рюриковичи)                                     | 1130          | 1146                   | 1146                                        | 31 мая 1162 смерть мужа                | 1186—1193                | Геза II        |
|             | княжна Галицкая          | Ярослав Осмомысл (Рюриковичи)                                          | —             | 1167                   | 1167                                        | 1168 развод                            | —                        | Иштван III     |
|             | Агнесса Австрийская      | Генрих II (династия Бабенберг)                                         | 1154          | 1168                   | 1168                                        | 4 марта 1172 смерть мужа               | 13 января 1182           | Иштван III     |
|             | Мария Комнина            | Исаак Комнин (Комнины)                                                 | 1144          | 1157                   | 14 января 1163 восшествие супруга на трон   | 11 апрель 1165 смерть супруга          | 1190                     | Иштван IV      |
|             | Агнесса Антиохийская     | Рено де Шатильон                                                       | 1154          | 1170                   | 4 марта 1172 восшествие супруга на трон     | 1184                                   | 1184                     | Бела III       |
|             | Маргарита Французская    | Людовик VII (Капетинги)                                                | ноябрь 1157   | 1185/86                | 1185/86                                     | 23 апреля 1196 смерть мужа             | август/сентябрь 1197     | Бела III       |
|             | Констанция Арагонская    | Альфонсо II (Барселонский дом)                                         | 1179          | 1198                   | 1198                                        | 30 сентября/30 ноября 1204 смерть мужа | 23 июня 1222             | Имре           |
|             | Гертруда Меранская       | Бертольд IV (Андексская династия)                                      | 1185          | до 1203                | 7 мая 1205 восшествие супруга на трон       | 24 сентября 1213                       | 24 сентября 1213         | Андраш II      |
|             | Иоланда де Куртене       | Пьер II де Куртене (Дом Куртене)                                       | 1200          | февраль 1215           | февраль 1215                                | 1233                                   | 1233                     | Андраш II      |
|             | Беатриса д’Эсте          | Альдобрандино I д’Эсте (Дом Эсте)                                      | 1215          | 14 мая 1234            | 14 мая 1234                                 | 21 сентября 1235 смерть мужа           | 1245, до 8 мая           | Андраш II      |
|             | Мария Ласкарина          | Феодор I Ласкарис (Ласкарисы)                                          | 1206          | 1218                   | 21 сентября 1235 вступление супруга на трон | 3 мая 1270 смерть супруга              | 16 июля или 24 июня 1270 | Бела IV        |
|             | Елизавета Куманская      | Котян Сутоевич                                                         | 1240          | около 1253             | 3 мая 1270 вступление супруга на трон       | 6 августа 1272 смерть мужа             | после 1290               | Иштван V       |
|             | Елизавета Сицилийская    | Карл I Анжуйский (Анжуйская династия Капетингов)                       | 1261          | 5 сентября 1272        | 5 сентября 1272                             | 10 июля 1290 смерть мужа               | около 1300               | Ласло IV       |
|             | Фененна Куявская         | Земомысл Иновроцлавский (династия Пястов)                              | 1261          | сентябрь-ноябрь 1290   | сентябрь-ноябрь 1290                        | 1295                                   | 1295                     | Андраш III     |
|             | Агнесса Австрийская      | Альбрехт I (Габсбурги)                                                 | 18 мая 1281   | 13 февраля 1296        | 13 февраля 1296                             | 14 января 1301 смерть мужа             | 10 июня 1364             | Андраш III     |

### Династия Пржемысловичей(1301—1305)
| Изображение | Имя             | Отец                                | Дата рождения | Дата вступления в брак | Дата присуждения титула | Дата снятия титула                        | Смерть           | Супруг     |
| ----------- | --------------- | ----------------------------------- | ------------- | ---------------------- | ----------------------- | ----------------------------------------- | ---------------- | ---------- |
|             | Виола Цешинская | Мешко I Цешинский (династия Пястов) | 1290          | 5 октябрь 1305         | 5 октябрь 1305          | 6 декабря 1305 супруг отказался от короны | 21 сентября 1317 | Вацлав III |

### Династия Виттельсбахов(1305—1308)
Жена преемника Вацлава III Оттона III Катарина умерла за 23 года до его вступления на венгерский трон. Во второй брак с Агнессой Глогау он вступил через два года после того, как потерял трон.

### Анжуйская династия Капетингов(1308—1395)
| Изображение | Имя                               | Отец                                   | Дата рождения | Дата вступления в брак | Дата присуждения титула                    | Дата снятия титула             | Смерть              | Супруг            |
| ----------- | --------------------------------- | -------------------------------------- | ------------- | ---------------------- | ------------------------------------------ | ------------------------------ | ------------------- | ----------------- |
|             | Мария Бытомская                   | Казимир II Бытомский (династия Пястов) | 1280—90       | 1306                   | 1306                                       | 15 декабря 1317                | 15 декабря 1317     | Карл Роберт       |
|             | Беатриса Люксембургская           | Генрих VII (Люксембурги)               | 1305          | 24 июня/сентябрь 1318  | 24 июня/сентябрь 1318                      | 11 ноября 1319                 | 11 ноября 1319      | Карл Роберт       |
|             | Елизавета Польская                | Владислав I Локетек (династия Пястов)  | 1305          | 6 июля 1320            | 6 июля 1320                                | 16 июля 1342 смерть супруга    | 29 декабря 1380     | Карл Роберт       |
|             | Маргарита Люксембургская          | Карл IV (Люксембурги)                  | 24 мая 1335   | 3 августа 1342         | 16 июля 1342 вступление супруга на трон    | раньше октября 1349            | раньше октября 1349 | Людовик I Великий |
|             | Елизавета Боснийская              | Степан II, бан Боснии (Котроманичи)    | 1340          | 20 июня 1353           | 20 июня 1353                               | 10 сентября 1382 смерть мужа   | до 16 января 1387   | Людовик I Великий |
|             | Маргарита Анжуйско-Неаполитанская | Карл (герцог Дураццо) (Дураццо)        | 28 июля 1347  | 24 января 1369/70      | 31 декабря 1385 вступление супруга на трон | 24 февраля 1386 смерть супруга | 6 августа 1412      | Карл II           |

### Династия Люксембургов(1395—1437)
| Изображение | Имя          | Отец                                     | Дата рождения | Дата вступления в брак | Дата присуждения титула | Дата снятия титула            | Смерть       | Супруг                                          |
| ----------- | ------------ | ---------------------------------------- | ------------- | ---------------------- | ----------------------- | ----------------------------- | ------------ | ----------------------------------------------- |
|             | Барбара Целе | Герман II, граф Целе (Цельская династия) | 1390/95       | 1406                   | 1406                    | 9 декабря 1437 смерть супруга | 11 июля 1451 | Сигизмунд (император Священной Римской империи) |

### Династия Габсбургов(1437—1439)

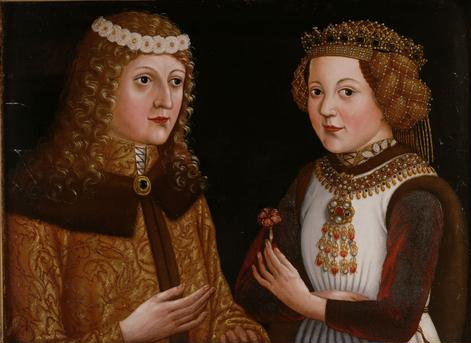
Ладислав Постум и его невеста Магдалена Валуа

| Изображение | Имя                      | Отец                                                          | Дата рождения  | Дата вступления в брак | Дата присуждения титула                   | Дата снятия титула             | Смерть          | Супруг     |
| ----------- | ------------------------ | ------------------------------------------------------------- | -------------- | ---------------------- | ----------------------------------------- | ------------------------------ | --------------- | ---------- |
|             | Елизавета Люксембургская | Сигизмунд (император Священной Римской империи) (Люксембурги) | 7 октября 1409 | 28 сентября 1421       | 9 декабря 1437 вступление супруга на трон | 27 октября 1439 смерть супруга | 19 декабря 1442 | Альбрехт I |

### Династия Ягеллонов(1440—1444)
У короля Уласло I не было детей и он не был женат. После его смерти его преемником в Венгрии стал бывший соперник Ладислав Постум.

### Династия Габсбургов(1440/44 — 1457)
Ладислав Постум неожиданно умер в Праге 23 ноября 1457 года во время подготовки к свадьбе с дочерью Карла VII Магдаленой Валуа.

### Династия Хуньяди(1458—1490)
| Изображение | Имя                   | Отец                                               | Дата рождения  | Дата вступления в брак | Дата присуждения титула | Дата снятия титула           | Смерть           | Супруг          |
| ----------- | --------------------- | -------------------------------------------------- | -------------- | ---------------------- | ----------------------- | ---------------------------- | ---------------- | --------------- |
|             | Катержина из Подебрад | Йиржи из Подебрад (Подебрады)                      | 11 ноября 1449 | 1 мая 1461             | 1 мая 1461              | 8 марта 1464                 | 8 марта 1464     | Матвей I Корвин |
|             | Беатриса Арагонская   | Фердинанд I (король Неаполя) (Династия Трастамара) | 16 ноября 1457 | 15 декабря 1476        | 15 декабря 1476         | 6 апреля 1490 смерть супруга | 23 сентября 1508 | Матвей I Корвин |

### Династия Ягеллонов(1490—1526)
| Изображение | Имя                     | Отец                                                 | Дата рождения    | Дата вступления в брак | Дата присуждения титула                     | Дата снятия титула                                  | Смерть           | Супруг    |
| ----------- | ----------------------- | ---------------------------------------------------- | ---------------- | ---------------------- | ------------------------------------------- | --------------------------------------------------- | ---------------- | --------- |
|             | Барбара Бранденбургская | Альбрехт III (курфюрст Бранденбурга) (Гогенцоллерны) | 30 мая 1464      | 20 августа 1476        | 18 сентября 1490 вступление супруга на трон | 1491 развод                                         | 4 сентября 1515  | Уласло II |
|             | Беатриса Арагонская     | Фердинанд I (король Неаполя) (Династия Трастамара)   | 16 ноября 1457   | 4 октября 1490         | 4 октября 1490                              | 7 апреля 1500 брак аннулирован папой Александром VI | 23 сентября 1508 | Уласло II |
|             | Анна де Фуа             | Гастон де Фуа, граф Кандаль (Дом де Фуа)             | 1484             | 29 сентября 1502       | 29 сентября 1502                            | 26 июля 1506                                        | 26 июля 1506     | Уласло II |
|             | Мария Австрийская       | Филипп I (герцог Бургундский) (Габсбурги)            | 18 сентября 1505 | 13 января 1522         | 13 января 1522                              | 29 августа 1526 смерть супруга                      | 18 октября 1558  | Лайош II  |

### Династия Запольяи (1526—1570)
| Изображение | Имя                | Отец                   | Дата рождения  | Дата вступления в брак | Дата присуждения титула | Дата снятия титула       | Смерть           | Супруг          |
| ----------- | ------------------ | ---------------------- | -------------- | ---------------------- | ----------------------- | ------------------------ | ---------------- | --------------- |
|             | Изабелла Ягеллонка | Сигизмунд I (Ягеллоны) | 18 января 1519 | 23 февраля 1539        | 23 февраля 1539         | 22 июля 1540 смерть мужа | 15 сентября 1559 | Янош I Запольяи |

### Династия Габсбургов(1526—1780)
| Изображение | Имя                                              | Отец                                                               | Дата рождения    | Дата вступления в брак | Дата присуждения титула                    | Дата снятия титула             | Смерть          | Супруг         |
| ----------- | ------------------------------------------------ | ------------------------------------------------------------------ | ---------------- | ---------------------- | ------------------------------------------ | ------------------------------ | --------------- | -------------- |
|             | Анна Ягеллонка                                   | Уласло II (Ягеллоны)                                               | 23 июля 1503     | 25 мая 1521            | 29 августа 1526 вступление супруга на трон | 27 января 1547                 | 27 января 1547  | Фердинанд I    |
|             | Мария Испанская                                  | Карл V (император Священной Римской империи) (династия Габсбургов) | 21 июня 1528     | 13 сентября 1548       | сентябрь 1563 вступление супруга на трон   | 12 октября 1576 смерть супруга | 26 февраля 1603 | Максимилиан II |
|             | Анна Тирольская                                  | Фердинанд II (династия Габсбургов)                                 | 4 октября 1585   | 4 декабря 1611         | 4 декабря 1611                             | 14 декабря 1618                | 14 декабря 1618 | Матяш II       |
|             | Элеонора Гонзага                                 | Винченцо I Гонзага (Гонзага)                                       | 23 сентября 1598 | 4 февраля 1622         | 4 февраля 1622                             | 15 февраля 1637 смерть супруга | 27 июня 1655    | Фердинанд II   |
|             | Мария Анна Испанская                             | Филипп III (династия Габсбургов)                                   | 18 августа 1606  | 20 февраля 1631        | 20 февраля 1631                            | 13 мая 1646                    | 13 мая 1646     | Фердинанд III  |
|             | Мария Леопольдина                                | Леопольд V Австрийский (династия Габсбургов)                       | 6 апреля 1632    | 2 июля 1648            | 2 июля 1648                                | 7 августа 1649                 | 7 августа 1649  | Фердинанд III  |
|             | Элеонора Гонзага                                 | Карл II Гонзага (Гонзага)                                          | 18 ноября 1630   | 30 апреля 1651         | 30 апреля 1651                             | 2 апреля 1657 смерть супруга   | 6 декабря 1686  | Фердинанд III  |
|             | Маргарита Тереза Испанская                       | Филипп IV (династия Габсбургов)                                    | 12 июля 1651     | 12 декабря 1666        | 12 декабря 1666                            | 12 марта 1673                  | 12 марта 1673   | Леопольд I     |
|             | Клавдия Фелисита Австрийская                     | Фердинанд Карл Австрийский (династия Габсбургов)                   | 30 мая 1653      | 15 октября 1673        | 15 октября 1673                            | 8 апреля 1676                  | 8 апреля 1676   | Леопольд I     |
|             | Элеонора Нойбургская                             | Филипп Вильгельм (курфюрст Пфальца) (Династия Виттельсбах)         | 6 января 1655    | 14 декабря 1676        | 14 декабря 1676                            | 5 мая 1705 смерть супруга      | 19 января 1720  | Леопольд I     |
|             | Вильгельмина Брауншвейг-Люнебургская             | Иоганн Фридрих Брауншвейг-Каленбергский (Династия Вельф)           | 21 апреля 1673   | 24 февраля 1699        | 24 февраля 1699                            | 17 апреля 1711 смерть супруга  | 10 апреля 1742  | Иосиф I        |
|             | Елизавета Кристина Брауншвейг-Вольфенбюттельская | Людвиг Рудольф Брауншвейг-Вольфенбюттельский (Династия Вельф)      | 28 августа 1691  | 1 августа 1708         | 17 августа 1711 вступление супруга на трон | 20 октября 1740 смерть супруга | 21 декабря 1750 | Карл VI        |

### Лотарингская династия Габсбургов
| Изображение | Имя                                | Отец                                                    | Дата рождения    | Дата вступления в брак | Дата присуждения титула                    | Дата снятия титула                     | Смерть           | Супруг        |
| ----------- | ---------------------------------- | ------------------------------------------------------- | ---------------- | ---------------------- | ------------------------------------------ | -------------------------------------- | ---------------- | ------------- |
|             | Мария Луиза Испанская              | Карл III (король Испании) (династия Бурбон)             | 24 ноября 1745   | 16 февраля 1764        | 20 февраля 1790 вступление супруга на трон | 1 марта 1792 смерть супруга            | 15 мая 1792      | Леопольд II   |
|             | Мария Тереза Бурбон-Неаполитанская | Фердинанд I (династия Бурбон)                           | 6 июня 1772      | 15 августа 1790        | 1 марта 1792 вступление супруга на трон    | 13 апреля 1807                         | 13 апреля 1807   | Франц I       |
|             | Мария Людовика Моденская           | Фердинанд Австрийский (Габсбург-Эсте)                   | 14 декабря 1787  | 6 января 1808          | 6 января 1808                              | 7 апреля 1816                          | 7 апреля 1816    | Франц I       |
|             | Каролина Августа Баварская         | Максимилиан I (король Баварии) (династия Виттельсбах)   | 8 февраля 1792   | 29 октября 1816        | 29 октября 1816                            | 28 сентября 1830 королём стал пасынок  | 9 февраля 1873   | Франц I       |
|             | Мария Анна Савойская               | Виктор Эммануил I (Савойская династия)                  | 19 сентября 1803 | 12 февраля 1831        | 12 февраля 1831                            | 2 декабря 1848 отказ супруга от власти | 4 мая 1884       | Фердинанд V   |
|             | Елизавета Баварская                | Максимилиан, герцог Баварский (династия Виттельсбах)    | 24 декабря 1837  | 24 апреля 1854         | 24 апреля 1854                             | 10 сентября 1898                       | 10 сентября 1898 | Франц Иосиф I |
|             | Цита Бурбон-Пармская               | Роберт I (герцог Пармский) (Пармская династия Бурбонов) | 9 мая 1892       | 13 июня 1911           | 21 ноября 1916 вступление супруга на трон  | 11 ноября 1918 отречение супруга       | 14 марта 1989    | Карл IV       |

## Титулярные консорт-королевы Венгрии

### Лотарингская династия Габсбургов(с 1918 г.)
| Изображение | Имя                                   | Отец                                                    | Дата рождения | Дата вступления в брак | Дата присуждения титула                  | Дата снятия титула           | Смерть         | Супруг                     |
| ----------- | ------------------------------------- | ------------------------------------------------------- | ------------- | ---------------------- | ---------------------------------------- | ---------------------------- | -------------- | -------------------------- |
|             | Цита Бурбон-Пармская                  | Роберт I (герцог Пармский) (Пармская династия Бурбонов) | 9 мая 1892    | 13 июня 1911           | 11 ноября 1918 отмена монархии           | 1 апреля 1922 смерть супруга | 14 марта 1989  | Карл IV                    |
|             | принцесса Регина Саксен-Мейнингенская | Георг Саксен-Мейнингенский (Династия Саксен-Мейнинген)  | 6 января 1925 | 10 мая 1951            | 10 мая 1951                              | 3 февраля 2010               | 3 февраля 2010 | кронпринцОтто фон Габсбург |
|             | баронесса Франческа Тиссен-Борнемиса  | барон Ханс Хайнрих Тиссен-Борнемиса (Тиссен-Борнемиса)  | 7 июня 1958   | 31 января 1993         | 4 июля 2011 наследование титула супругом | —                            | —              | Карл фон Габсбург          |